# PARP inhibitor
PARP inhibitori su grupa antikancerogenih sredstava koji se zbog sposobnosti da inhibiraju aktivnost enzima poli-ADP-riboza polimeraze (PARP), koriste se za lečenje nekoliko vrsta naslednog raka.
Kako su određene ćelije raka više zavisne od dejstva enzima PARP nego normalne ćelije tela, to ih čini atraktivnom metom za razvoj lekova protiv raka.  Prvi lek u ovoj klasi koji je dobio dozvolu za stavljanje u promet bio je olaparib,  za koji je pokazano da produžava preživljavanje bez progresije bolesti kod pacijenata sa rekurentnim rakom jajnika koji je osetljiv na lekove protiv raka na bazi platine.platine.
Pored raka, inhibitori PARP-a imaju potencijal i u lečenju drugih bolesti opasnih po život, kao što su moždani udar, srčani udar i neurodegenerativne bolesti.

## Mehanizam delovanja
PARP inhibitori deluju inhibiranjem enzima poli-ADP-riboza polimeraze kako bi sprečili popravku DNK u ćelijama raka.  PARP-ovi su grupa različitih enzima, ali svi poznati PARP inhibitori ciljaju PARP1 i PARP2, a ne ostale proteine u porodici, koja obuhvata 18 različitih enzima.  U zdravim ćelijama, PARP inhibitori nemaju efekta, jer se PARP aktivira samo kada je DNK oštećena. Ćelije raka sa homozigotnim mutacijama u genima BRCA1 ili BRCA2 su posebno osetljive na PARP inhibitore , a u tim ćelijama, inhibicija PARP enzima dovodi do ćelijske smrti zbog oštećenja DNK .
Zdrave ćelije mogu da poprave oštećenje DNK kroz proces koji se naziva homologna rekombinacija , i ako se to desi bez poremećaja, ćelija može da preživi uprkos inaktivaciji PARP-a. Međutim, proteini BRCA1 ili BRCA2 su ključni za proces homologne rekombinacije. U slučaju mutiranog BRCA1 ili BRCA2, ovaj put ne uspeva i popravka DNK zavisi od aktivnosti enzima PARP.

## Odobreni PARP inhibitori
Olaparib
Ovaj lek odobrile su  Evropska agencija za lekove (EMA) i američka FDA  u decembru 2014. godine kao samostalni tretman za pacijente sa uznapredovalim rakom jajnika sa mutacijom BRCA gena zametne linije, koji su prethodno lečeni drugim režimima lečenja.
Rukaparib
U decembru 2016. godine, američka Agencija za hranu i lekove (FDA) izdala je preliminarno  odobrenje za prethodno lečene pacijente sa rakom jajnika sa BRCA mutacijom.  Redovna dozvola za stavljanje leka u promet mu je odobrena u aprilu 2018. godine.
Niraparib
Odobren je od strane američke FDA u martu 2017. za lečenje epitelnog raka jajnika, raka jajovoda ili primarnog peritonealnog raka.  Inhibira PARP1 i PARP2.  Odobren je u Evropskoj uniji u novembru 2017.
Talazoparib
FDA je ovaj lek odobrila 2018. godine za lečenje raka dojke sa mutacijama BRCA gena .

## Otpornost ćelija raka na PARP inhibitore
Ćelije raka mogu vremenom razviti otpornost na PARP inhibitore, i kao rezultat toga, lek više nije efikasan. Poznata su tri mehanizma za razvoj otpornosti:
- obrnuta mutacije gena BRCA, koja obnavlja sposobnost ćelije da popravi oštećenja putem homologne rekombinacije;

- ćelije raka mogu intenzivnije ekspresovati P-glikoprotein, čime se povećava izlučivanje aktivne supstance iz ćelija;

- ćelije mogu izgubiti ekspresiju proteina 53BP1, proteina čije vezivanje za oštećene krajeve DNK reguliše BRCA1. U odsustvu BRCA1, 53BP1 ostaje vezan sve vreme i sprečava obradu krajeva DNK, što je neophodno za nastavak homologne rekombinacije. Međutim, u odsustvu bilo kog od njih, homologna rekombinacija može ponovo da propadne.

## Reeference
1. ↑  Blankenhorn D (2009-06-25). „PARP inhibitors working against inherited cancers | ZDNet Healthcare”. ZDNet Healthcare owned by CBS Interactive Inc. ZDNet. Архивирано из оригинала 2009-06-28. г. Приступљено 2019-12-05.
2. ↑  „PARP inhibitors: Halting cancer by halting DNA repair”. Cancer Research UK. 24. 9. 2020.
3. 1 2  Tattersall, Abigail; Ryan, Neil; Wiggans, Alison J.; Rogozińska, Ewelina; Morrison, Jo (2022-02-16). „Poly(ADP-ribose) polymerase (PARP) inhibitors for the treatment of ovarian cancer”. The Cochrane Database of Systematic Reviews. 2022 (2): CD007929. PMC 8848772 . PMID 35170751. doi:10.1002/14651858.CD007929.pub4.

## Spoljašnje veze
- Parp Inhibitors information site
- „PARP structure”. Архивирано из оригинала 14. 06. 2006. г.

|  | Molimo Vas, obratite pažnju na važno upozorenje u vezi sa temama iz oblasti medicine (zdravlja). |